# Tristenium fractum
Tristenium fractum är en kräftdjursart som beskrevs av Charles Chilton 1884B. Tristenium fractum ingår i släktet Tristenium och familjen Stenetriidae. Inga underarter finns listade i Catalogue of Life.